# Maria Dominika Mantovani
Maria Dominika Mantovani, właśc. wł. Giuseppina dell'Immacolata (ur. 12 listopada 1862 w Castelletto di Brenzone, zm. 2 lutego 1934 tamże) – włoska zakonnica, współzałożycielka Zgromadzenia Małych Sióstr Świętej Rodziny, święta Kościoła katolickiego.

## Życiorys
Była najstarszym z czworga dzieci. Dorastała w małej wiosce, tam uczęszczała do szkoły podstawowej do trzeciej klasy. W dniu 8 grudnia 1886 roku przed figurą Maryi Niepokalanej złożyła prywatne śluby wieczyste. Wstąpiła do Zgromadzenia Małych Sióstr Świętej Rodziny, które założyła wspólnie z bł. Józefem Nascimbeni. Po jego śmierci została przełożoną zgromadzenia.
Zmarła w wieku 72 lat w opinii świętości. Została beatyfikowana przez papieża Jana Pawła II w dniu 27 kwietnia 2003 roku.
26 maja 2020 został podpisany przez papieża Franciszka dekret uznający cud za wstawiennictwem błogosławionej, co otwiera drogę do jej kanonizacji. Data uroczystości miała zostać ogłoszona na konsystorzu, który odbył się 3 maja 2021, lecz została ogłoszona w innym terminie. 9 listopada 2021 Stolica Apostolska podała informacje o terminie uroczystości, podczas której nastąpi kanonizacja Marii Dominiki i sześciu innych błogosławionych.
15 maja 2022, podczas uroczystej mszy św. na placu świętego Piotra, papież Franciszek dokonał pierwszej od czasu pandemii COVID-19 i pierwszej od października 2019 kanonizacji. Marii Dominiki Mantovani i dziewięciu innych błogosławionych, wpisując ją w poczet świętych Kościoła katolickiego.
Wspomnienie liturgiczne bł. Marii Dominiki obchodzone jest w Kościele katolickim w dzienną pamiątkę śmierci, natomiast Zgromadzenie wspomina ją 3 lutego.